# University—Rosedale
Pour les articles homonymes, voir Rosedale.
Circonscription électorale fédérale du Canada
University—Rosedale est une circonscription électorale fédérale en provinciale en Ontario.

## Circonscription fédérale
La circonscription est située au centre de Toronto et inclut les quartiers de Rosedale, Yorkville, The Annex et de Little Italy. 
Les circonscriptions limitrophes sont Toronto—St. Paul's, Don Valley-Ouest, Toronto—Danforth, Toronto-Centre, Spadina—Fort York et Davenport.  

### Résultats électoraux
|       | Candidat              | Parti                                    | # de voix | % des voix |
|       | Karim Jivraj          | Conservateur                             | +09 790,  | 17,54 %    |
|       | (X) Chrystia Freeland | Libéral                                  | +27 849,  | 49,91 %    |
|       | Jennifer Hollett      | NPD                                      | +15 988,  | 28,65 %    |
|       | Nick Wright           | Vert                                     | +01 641,  | 2,94 %     |
|       | Drew Garvie           | Communiste                               | +00125,   | 0,22 %     |
|       | Steve Rutchinski      | Marxiste-léniniste                       | +00051,   | 0,09 %     |
|       | Simon Luisi           | Animal Alliance Environment Voters Party | +00126,   | 0,23 %     |
|       | Jesse Waslowski       | Parti libertarien                        | +00233,   | 0,42 %     |
| Total | Total                 | Total                                    | 55 803    | 100 %      |

### Historique
| Législature                                                                  | Années       | Député | Député            | Parti   |
| ---------------------------------------------------------------------------- | ------------ | ------ | ----------------- | ------- |
| University—Rosedale issue de Trinity—Spadina et de Toronto-Centre avant 2015 |              |        |                   |         |
| 42e                                                                          | 2015–2019    |        | Chrystia Freeland | Libéral |
| 43e                                                                          | 2019–2021    |        | Chrystia Freeland | Libéral |
| 44e                                                                          | 2021–Présent |        | Chrystia Freeland | Libéral |

## Circonscription provinciale
Depuis les élections provinciales ontariennes du 4 octobre 2007, l'ensemble des circonscriptions provinciales et des circonscriptions fédérales sont identiques.
1. ↑  Élections Canada, « Résultats Élection fédérale canadienne de 2021 », sur enr.elections.ca (consulté le 19 février 2022).
2. ↑  Élections Canada, « Résultats Élection fédérale canadienne de 2019 », sur enr.elections.ca (consulté le 4 novembre 2019).